# غوردون براون (لاعب كريكت)
غوردون براون (19 أبريل 1981 في زيمبابوي - ) (بالإنجليزية: Gordon Brown)‏ هو لاعب كريكت زيمبابوي.